# Филмор (Калифорния)
Филмор (англ. Fillmore) — город в округе Вентура в штате Калифорния в Соединённых Штатах Америки, в долине реки Санта-Клара.
Согласно данным переписи населения США 2020 года число жителей города 
составляло 16 419 человек, что, для такого небольшого населённого пункта, существенно больше (+ 9.4%), чем было во время предыдущей переписи проводившейся в 2010 году (15 002 человек).

## История
Поселение было основано в долине реки Санта-Клара в сельскохозяйственном районе с богатой плодородной почвой. 

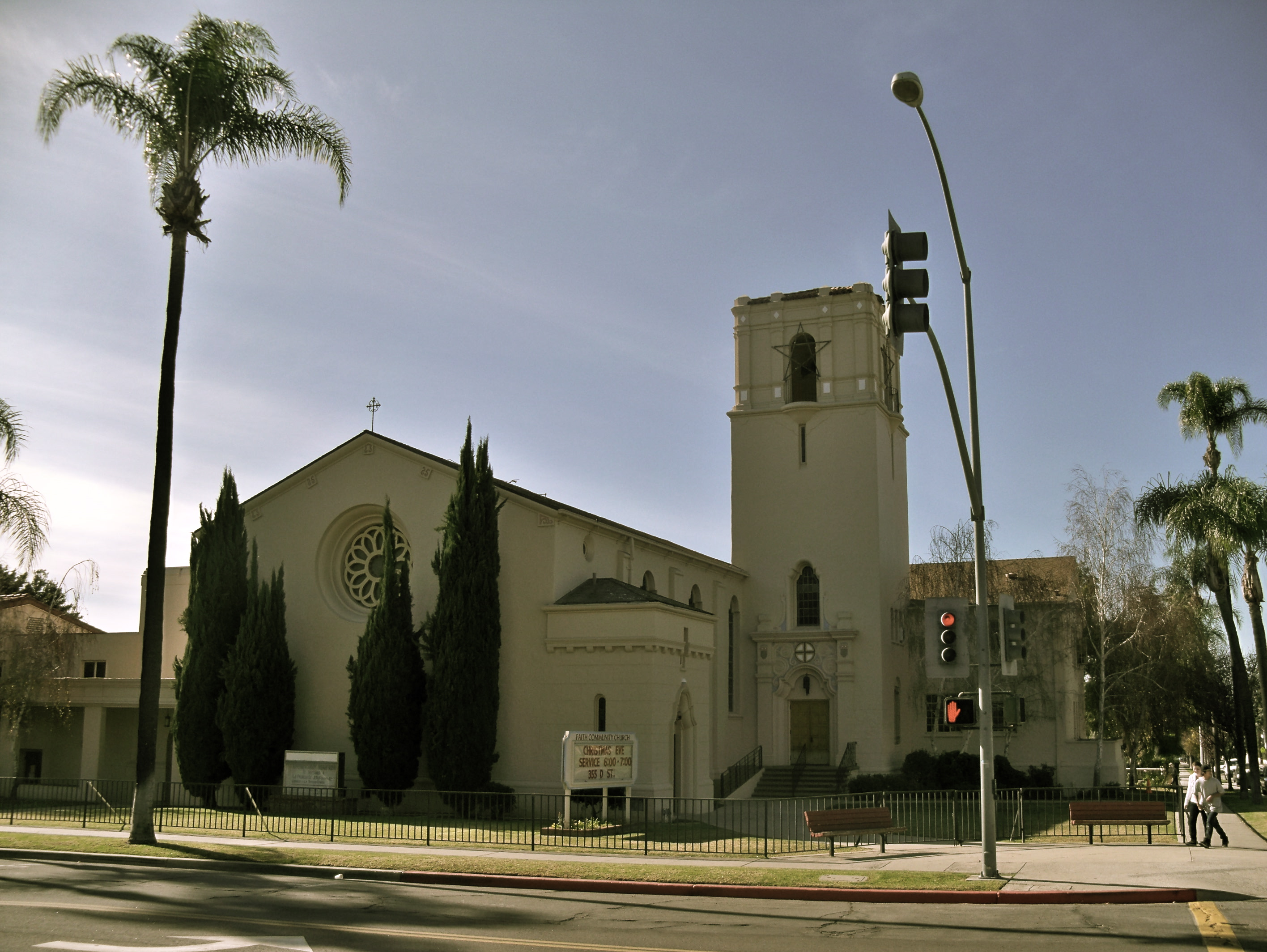
Церковь Филмора

Исторический центр построен когда американская железнодорожная компания Southern Pacific Transportation Company построила железную дорогу через долину в 1887 году. Железнодорожная линия также дала название городу: Дж. А. Филмор (англ. J. A. Fillmore) был генеральным суперинтендантом тихоокеанской транспортной системы компании.
В 1910 году множество зрителей увидели Филмор в короткометражном художественном фильме Дэвида Гриффита по одноимённому роману Хелен Хант Джексон «Рамона».

## География
Город славится своими многочисленными апельсиновыми рощами. 

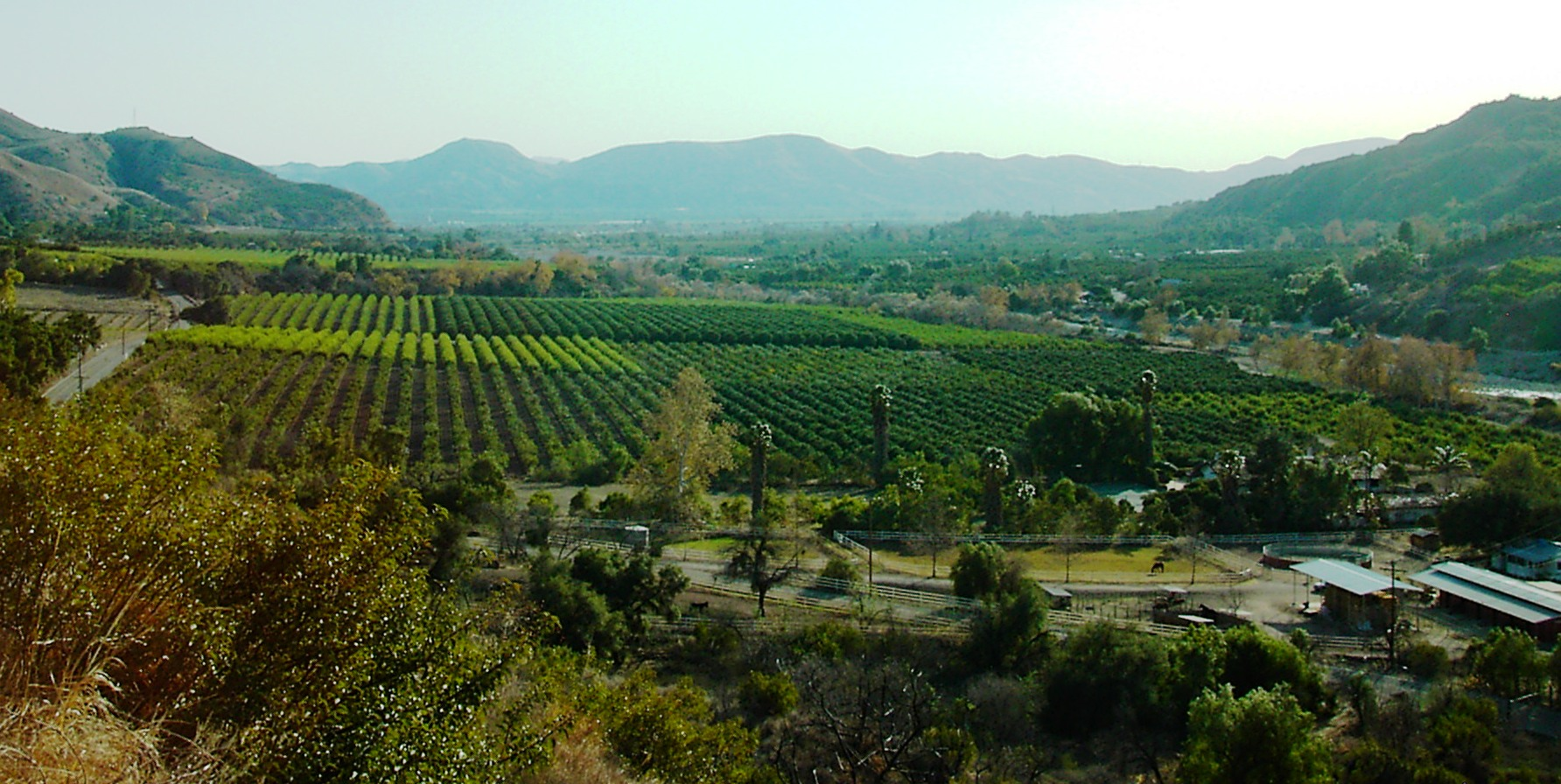
Панорама Филмора

Большинство домов — это коттеджи, бунгало и старые дома. Более половины всех домов были построены после 1970 года. Самые старые здания находятся в центре города, который сосредоточен вокруг Центрального проспекта. В частности, в западной части города есть новые жилые кварталы.
Согласно данным Бюро переписи населения США, общая площадь города составляет 3,4 квадратных мили (8,8 км2), 99,97% из которых — суша, а 0,03% приходится на водную поверхность.

## Климат
В этом регионе жаркое и сухое лето. Температура может легко достигать более 100 °F. Согласно системе классификации климата Кёппена, в Филморе теплый летний средиземноморский климат, на климатических картах сокращённо обозначаемый аббревиатурой «Csb».